# 陈曾焘
陈曾焘，CBE（英語：Thomas Tseng-tao Chen，1924年—2024年11月5日），原籍广东顺德，香港恒隆集团创始人之一，陈曾熙之弟。

## 生平
陈曾焘出生于香港，抗日战争期间曾赴位於重慶北碚的国立复旦大学求学，抗戰結束後跟隨復旦大學回到上海，最終在上海毕业于国立复旦大学银行系。离开复旦后，陈曾焘先在上海的联合国救济总署工作，1948年回到香港。此后曾赴婆罗洲发展。
1960年回到香港后与其兄陈曾熙一同创办了恒隆集团，并历任董事、董事总经理、集团主席。1985年至2003年间出任永隆银行非执行董事。1997年创立思源基金会。此外，他还曾任地产建设商会副会长、临时机场管理局成员、土地建设咨询委员会地产小组及土地发展公司筹备工作小组成员、香港联合交易所理事、证券及期货事务监察委员会成员、香港工商专业联会信托委员会委员、香港中央结算有限公司主席等职。同时，他还是香港大学教研发展基金有限公司董事、香港科技大学顾问委员会委员、联合书院校董、复旦大学董事会创会董事以及港区校董、南京大学校董。他曾先后获授大英帝国司令勋章（1993年）、香港中文大学荣誉博士（1995年）、香港中文大学荣誉院士（2004年）、香港大学名誉大学院士（2006年）、复旦大学名誉博士（2012年）。